# Super Nanny
Super Nanny est une émission de téléréalité diffusée et produite en France sur M6, présentée par Cathy Sarraï entre le 1er février 2005 et le 20 janvier 2010. L'émission, présentée par Sylvie Jenaly, est reprise par la suite le 11 novembre 2013 sur NT1 et de 2016 à 2017 sur TF1. Elle reprend à nouveau sur NT1 en 2017 puis fait son retour sur TF1 l’année suivante. En Belgique, elle diffusée sur AB3 et sur RTL-TVI.
L'émission se fonde sur le format de sa version britannique Super Nanny.

## Principe
L'émission suit une éducatrice, appelée Super Nanny, qui vient en aide aux parents en difficulté sur le plan de l'éducation des enfants. Elle enseigne aux parents les différentes techniques pour éduquer leurs enfants.
Les reportages suivent l'ensemble de la démarche de l'éducatrice, qui commence par quelques journées d'observation, suivies par la mise en place de nouvelles règles de vie collective. L'éducatrice accompagne ensuite les parents afin de les aider à reconstruire leur vie familiale autour de ces nouvelles règles.
L'émission se déroule en 4 parties :
L'observationDurant deux jours, Super Nanny suit le quotidien de la famille, du lever des enfants jusqu'au coucher. Durant cette phase, elle n'a pas le droit d'intervenir dans l'éducation, sauf en cas d'urgence absolue qui peut mettre un tiers en danger. En général, la partie observation se déroule sur une journée scolaire (afin de voir comment les parents gèrent le matin et le déjeuner) et non scolaire (occupations, sorties extérieures). Durant cette période, Super Nanny note dans son cahier les actions du quotidien afin d'établir les règles à adopter par la suite. À la fin du second jour, Super Nanny fait une petite mise au point avec les parents avant de retourner dans son hôtel.
L'actionC'est le moment où Super Nanny expose ses règles à sa famille. Durant trois jours, elle aura comme objectif de rééduquer l'ensemble de la famille. La majorité des actions sont principalement des activités extérieures avec la famille ou certains proches (qui sont en froid ou ne passent pas assez de temps ensemble), des sorties en amoureux, trouver la bonne autorité ou encore avoir un bon rituel de lever / coucher.
L'absencePendant deux jours, les parents sont en totale autonomie pour imposer les nouvelles règles, sous l’œil bienveillant de Super Nanny qui observe les actions depuis son hôtel.
Le retourSuper Nanny revient chez la famille afin d'établir un bilan à partir des séquences qu'elle a vues sur sa tablette depuis son hôtel. Après ce petit bilan, le calme est en général retrouvé au sein de la famille : Pour Super Nanny, c'est mission accomplie et elle peut donc quitter le domicile de cette famille.

## Diffusions en France
L'émission est diffusée du 1er février 2005 au 26 janvier 2010 avec Cathy Sarraï sur M6. Puis, elle est diffusée à partir du 11 novembre 2013 jusqu'en 2016 avec Sylvie Jenaly sur NT1. L'émission est diffusée sur TF1 le 27 août 2016 puis elle est à nouveau diffusée sur TFX depuis 2017.
À partir de juin 2019, il n'y a plus d'inédits, mais d'anciens numéros sont toujours rediffusés le samedi de 11 h 50 à 17 h 25 et le dimanche de 17 h 15 à 21 h 05 sur TFX.
À la rentrée 2020, l'émission n'est plus diffusée le samedi de 11 h 50 à 17 h 25. En octobre 2020, TF1 a lancé un appel à casting pour une prochaine saison, qui devrait être sûrement diffusée en 2021. Dans l'attente de ces nouveaux épisodes inédits, TFX propose à partir de début 2021 les anciens épisodes entre 12h20 et 16h le mercredi (2 épisodes) ainsi que certains soirs en 2e partie de soirée (2 épisodes autour de 23h et 0h45).
Une nouvelle saison est annoncée pour le 3 novembre 2021.

## Versions internationales
Super Nanny a été réadaptée pour être diffusée dans d'autres pays. Chaque pays a sa propre Super Nanny. Rien qu'aux États-Unis, elles sont au nombre de trois pour incarner alternativement le rôle : Déborah Caroll, Stella Reid, Yvonne Finnerty dans Nanny911 (S.O.S. gardienne d'enfants). Manny (parce que le conseiller est un homme) a été le sujet de l'épisode diffusé le 14 novembre 2008.
La version américaine a été diffusée en Australie, mais le succès n'a pas été au rendez-vous et la diffusion a été temporairement arrêtée.

### En Belgique
L’émission était diffusée en Belgique sur RTL-TVI, avant la reprise du rôle par Sylvie Jenaly ; des rediffusions ont lieu sur AB3. Le rôle de l'éducatrice était tenu par Kalthoum Sarraï, sous le pseudonyme Cathy. Les derniers tournages ont eu lieu en septembre 2009, peu avant son décès le 20 janvier 2010.

### Identité visuelle (logo)

Logo de la version M6 du 1er février 2005 au 26 janvier 2010
Logo de la version TFX (anciennement NT1), utilisé du 11 novembre 2013 jusqu'en 2018

### Autres pays
- La version anglaise de la série est diffusée sur Channel 4 via RTE One en Irlande.
- Katharina Saalfrank (de) est la Super Nanny version allemande.
- Cris Poli (pt) (née en Argentine) est la Super Nanny version brésilienne.
- Dorota Zawadzka (pl) est la Super Nanny version polonaise sur TVN Style. Elle est aussi l'hôtesse de l'émission You too can have a superchild (Toi aussi tu peux avoir un super-enfant). Dans cette émission, Super Nanny parle avec des parents vedettes et elle donne des conseils.
- Rocio Ramos est la Super Nanny dans la version espagnole, diffusée sur Cuatro. Une autre version avec les adolescents, appelé S.O.S Adolescentes, est aussi diffusée sur Cuatro. En Catalogne et dans la communauté autonome du Pays basque, la version originale est diffusée par TV3 avec des sous-titres en catalan et sur ETB1 avec les sous-titres en basque respectivement.
- La version néerlandaise est appelée Eerste Hulp Bij Opvoeden. Le nom est un jeu de mots sur la phrase Eerste Hulp Bij Ongevallen, le terme hollandais pour les premiers soins. Les autres émissions existent aussi, comme Schatjes qui utilise un concept différent.
- La version italienne est appelée S.O.S. Tata. Elle est diffusée sur La 7.
- La première Super Nanny roumaine a été Irina Petrea. La deuxième a été Raluca Iuga. L'émission a été diffusée sur Prima TV.
- La Super Nanny israélienne est Michal Daliot. L'émission est diffusée sur Channel 2, sous le même nom, Super Nanny.
- La version chinoise s'appelle Wo Yao Yige et sera diffusée[Quand ?] sur CCTV.
- Au Canada, l’émission originale, avec Joanne « Jo » Frost, est doublée en français et est diffusée sur les ondes de Canal Vie.